# اروینگ فاین
اِروینگ فاین (انگلیسی: Irving Fine؛ ۳ دسامبر ۱۹۱۴ – ۲۳ اوت ۱۹۶۲) یک آهنگساز ایالات متحده آمریکا بود.
او از شاگردانِ سرگئی کوسیویتسکی (در بوستون)، نادیا بولانژه (در فونتنبلو) و والتر پیستن (در دانشگاه هاروارد) بود.
ویرجیل تامسون موسیقی وی را دارای «لطافتِ ملودیکِ عجیب» دانست و آرون کوپلند افزود موسیقی‌اش «ظرافت، سبک و سیاق و تداومی پایدار در کیفیت» دارد.
اروینگ فاین در سن ۴۷ سالگی در اثر بیماری قلبی درگذشت. حلیم الضبع از شاگردان او بود.